# 乔纳森·理贝斯曼
乔纳森·理贝斯曼（英語：Jonathan Liebesman，1976年9月15日—）是一位南非电影导演。出生于南非约翰内斯堡。在学校期间曾拍摄短片《Genesis and Catastrophe》获得成功。2002年执导处女作《黑暗降临》（Darkness Falls）。2006年受迈克尔·贝的邀请拍摄了《德州电锯杀人狂前传》（The Texas Chainsaw Massacre: The Beginning）。其他作品如2014年上映的《忍者龜：變種世代》。

## 作品
- Genesis and Catastrophe（2000）-短片
- 《暗夜鬼叫聲》（Darkness Falls，2002）
- 《凶铃》（Rings，2005）-短片
- 《德州电锯杀人狂前传》（The Texas Chainsaw Massacre: The Beginning，2006）
- 《杀人房间》（The Killing Room，2009）
- 《洛杉磯之戰》（Battle: Los Angeles，2011）[1]
- 《怒戰天神》（Wrath of the Titans，2012）
- 《忍者龜：變種世代》（Teenage Mutant Ninja Turtles，2014）
- 《沙娜拉傳奇》（The Shannara Chronicles，2016）-電視劇（執行製片人和試播集導演）
- 《杜立德》（Dolittle，2020，部份補拍導演和執行製片人）
- 《最後一戰》（Halo，2022）-電視劇